# Géry Legrand
Pour les articles homonymes, voir Legrand.
Géry Legrand (né le 23 mai 1837 à Lille (Nord) et mort le 29 août 1902 à Moncheaux (Nord) est un homme politique français.

## Biographie
Fils de Pierre Legrand, vice-président du Conseil de préfecture du Nord, révoqué au coup d'État de 1851, puis élu et réélu député du Nord, Géry-Legrand fit des études de droit à Paris, où il se lança dans le journalisme. Il revint à Lille en 1859 à la mort de son père.
Il fonda la Revue du mois de 1860 à 1863 à laquelle Émile Zola collabora. Il édita le Journal populaire de Lille, journal quotidien où Émile Zola tient une chronique, vendu de 2800 à 4 000 exemplaires, diffusé de 1863 jusqu'à sa suppression en 1865, et son remplacement par l'Echo populaire de Lille jusqu'en 1866, puis par le Courrier populaire du Nord qui tira jusqu'à 8 000 exemplaires. 

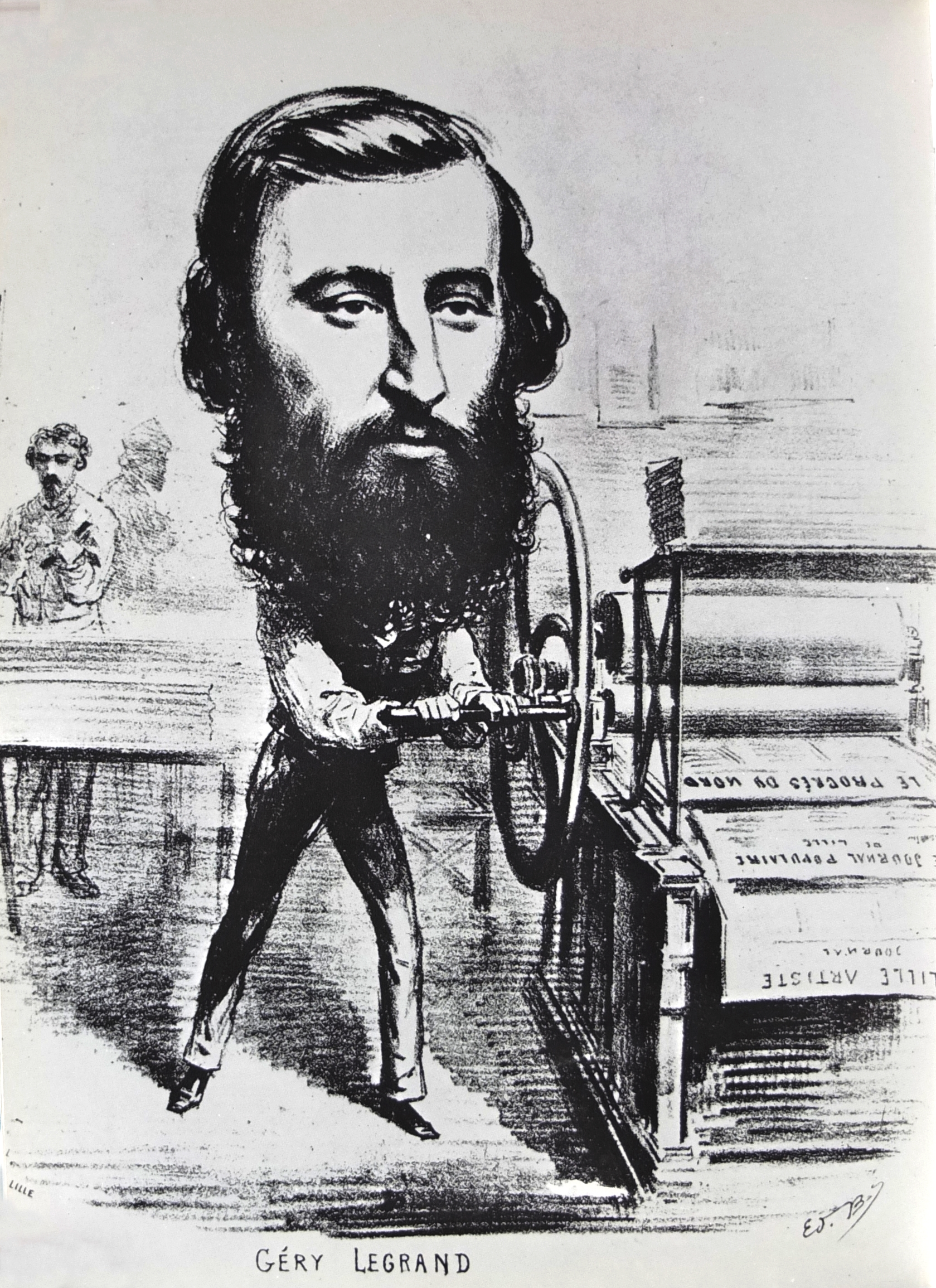
Portrait charge par Édouard Boldoduc, vers 1860.

Il eut des contacts avec Victor Hugo en 1863.
En 1881, Géry Legrand devient maire de Lille sous les couleurs du parti républicain. 
Sous son mandat, la ville achève ses grands travaux de voirie. Géry Legrand introduit l'éclairage électrique et fait développer un réseau urbain et péri-urbain de tramways. 
Il crée une vingtaine d'écoles maternelles et primaires, fait rénover l'école primaire supérieure. Artisan du transfert des facultés de lettres et de droit de Douai à Lille, il s’adjoint le chimiste Charles Viollette, doyen de la faculté des sciences de Lille, et poursuit l'ambitieux programme de constructions  d’instituts et de bâtiments universitaires initié par ses prédécesseurs. Il signe une convention entre la ville et l'État représenté par Louis Liard, directeur de l'enseignement supérieur, afin d'assurer à la métropole lilloise un équipement universitaire de qualité comprenant la construction de trois instituts de la faculté des sciences (Institut de physique et Institut de chimie de Lille, Institut de Sciences naturelles), le développement de l'Institut industriel du Nord, ainsi que la construction des facultés de droit et de lettres, mise en œuvre par Alfred Mongy directeur des travaux municipaux. Géry Legrand suscita la création de l'Institut Pasteur de Lille. Géry Legrand inaugura la faculté de médecine de Lille en 1892. L'œuvre municipale de Géry Legrand comprend aussi notamment le palais des Beaux-arts de Lille et l'école supérieure de commerce de Lille.
Le 29 août 1902, il s'éteignait dans sa maison de la rue de Lestrez, à Moncheaux (Nord). 
Il est inhumé au cimetière de l'Est à Lille.

## Distinctions
- Chevalier de la Légion d'honneur par décret du 21 mai 1886[6].

## Sources
- « Géry Legrand », dans Adolphe Robert et Gaston Cougny, Dictionnaire des parlementaires français, Edgar Bourloton, 1889-1891 [détail de l’édition]
- « Géry Legrand », dans le Dictionnaire des parlementaires français (1889-1940), sous la direction de Jean Jolly, PUF, 1960 [détail de l’édition]